# 深圳先进电子材料国际创新研究院
深圳先进电子材料国际创新研究院，简称电子材料院，成立于2019年，聚焦集成电路高端电子封装材料，由中国科学院深圳先进技术研究院和深圳市宝安区人民政府合作共建的深圳市十大新型基础研究机构。

## 历史
2019年1月6日，广东省委副书记、深圳市委书记王伟中为电子材料院授牌；4月26日粤港澳大湾区先进电子材料技术创新联盟揭牌，27日深圳先进院与宝安区政府签约共建电子材料院；5月20日电子材料院第一届理事会宣布成立并召开第一次会议；6月19日电子材料院注册成立为市级二类事业法人单位。
2020年12月30日，电子材料院举行开园仪式，落地龙王庙工业园。

## 定位
先进电子材料的中立、前瞻、开放、共享研发平台。

## 使命
聚焦目标导向（电子信息领域产业应用），挖掘真问题、解决真问题、真解决问题，建设高端电子材料研发与转化创新生态体系

## 愿景
全球影响力的高端电子材料工业技术研究与转化中心。

## 核心价值观
实事求是，勇敢坚韧，开放包容，追求卓越。